# Mosinee
Mosinee és una ciutat del Comtat de Marathon a l'estat de Wisconsin dels Estats Units d'Amèrica.

## Demografia
Segons el cens dels Estats Units del 2000 Mosinee tenia 4.063 habitants., 1.635 habitatges, i 1.111 famílies. La densitat de població era de 201,6 habitants per km².
Dels 1.635 habitatges en un 34,5% hi vivien nens de menys de 18 anys, en un 54% hi vivien parelles casades, en un 9,6% dones solteres, i en un 32% no eren unitats familiars. En el 26,9% dels habitatges hi vivien persones soles el 12,4% de les quals corresponia a persones de 65 anys o més que vivien soles. El nombre mitjà de persones vivint en cada habitatge era de 2,47 i el nombre mitjà de persones que vivien en cada família era de 3.
Per edats la població es repartia de la següent manera: un 26,3% tenia menys de 18 anys, un 8,1% entre 18 i 24, un 30,1% entre 25 i 44, un 20,3% de 45 a 60 i un 15,2% 65 anys o més.
L'edat mediana era de 35 anys. Per cada 100 dones de 18 o més anys hi havia 89,7 homes.
La renda mediana per habitatge era de 46.109 $ i la renda mediana per família de 51.776 $. Els homes tenien una renda mediana de 34.494 $ mentre que les dones 25.572 $. La renda per capita de la població era de 18.700 $. Aproximadament el 2,8% de les famílies i el 5,5% de la població estaven per davall del llindar de pobresa.

## Poblacions properes
El següent diagrama mostra les poblacions més properes.